# Red Arrows
Le Red Arrows (in italiano: frecce rosse) ufficialmente note come Royal Air Force Aerobatic Team (Gruppo acrobatico della Royal Air Force) sono la squadriglia acrobatica della Royal Air Force con sede a Scampton, in Lincolnshire, Inghilterra. Le Red Arrows sono state fondate nel 1964 ed hanno partecipato a più di 4000 manifestazioni in 53 nazioni differenti. Le Red Arrows hanno i dotazione nove BAE Hawk.
Le Red Arrows sono riconosciute a livello mondiale come una delle migliori pattuglie acrobatiche.

## Storia della pattuglia

### Predecessori
Le Red Arrows non furono la prima pattuglia acrobatica inglese, infatti nel 1920 a Hendon un gruppo di biplani Gloster Gladiator fecero un'esibizione per la RAF. Quando iniziò la Seconda Guerra Mondiale, il settore acrobatico si fermò poiché i velivoli venivano destinati ad uso bellico. Nel 1947, il 72º Squadrone creò una formazione acrobatica di sette de Havilland DH.100 Vampire. In questo periodo si iniziarono ad usare le strisce di fumo colorato durante le manifestazioni. Nel 1955 vennero adottati quattro Hawker Hunter nel 54º Squadrone. Venne poi istituita nel 1956 una squadriglia che per la prima volta aveva una colorazione particolare, simile al nero, e per questo diventarono note come le Frecce Nere. Le frecce nere volavano con cinque Hawker Hunter e fino al 1961 vennero ritenute una delle migliori pattuglie acrobatiche della RAF fino alla creazione dei Blue Diamonds un'altra pattuglia acrobatica che operava con sedici Hawker Hunter.

### Red Arrows
La Royal Air Force Aerobatic Team, le Frecce rosse, si stanziò a RAF Kemble, quando però il quartier generale della Central Flying School si spostò a Scampton le Red Arrows lo seguirono. Nel 1968, l'allora Team Leader (Sqn. Ldr. Ray Hanna) ha ampliato la pattuglia acrobatica da sette a nove velivoli. Dopo 1.292 manifestazioni delle Red Arrows con il Folland Gnat, nell'inverno del 1979 entrarono in servizio presso le Red Arrows nove BAE Hawk. Nel 2004 ci fu una speculazione mediatica secondo la quale le Red Arrows si sarebbero dovute sciogliere a causa degli eccessivi costi di mantenimento. Più tardi le spese furono giustificate al governo per il servizio e l'immagine che questa pattuglia acrobatica offre alla Gran Bretagna, tanto che l'allora primo ministro Tony Blair nel 2007 confermò che è altamente improbabile che le Red Arrows smettano di partecipare alle manifestazioni in giro per il mondo.
Nel 2018 venne annunciata la chiusura della base di Scampton entro il 2022. Dall'Ottobre del 2022 le Red Arrows sono di base alla non distante base di RAF Waddington, anche se continuano ad usare lo spazio aereo sovrastante la vecchia base per i voli di addestramento

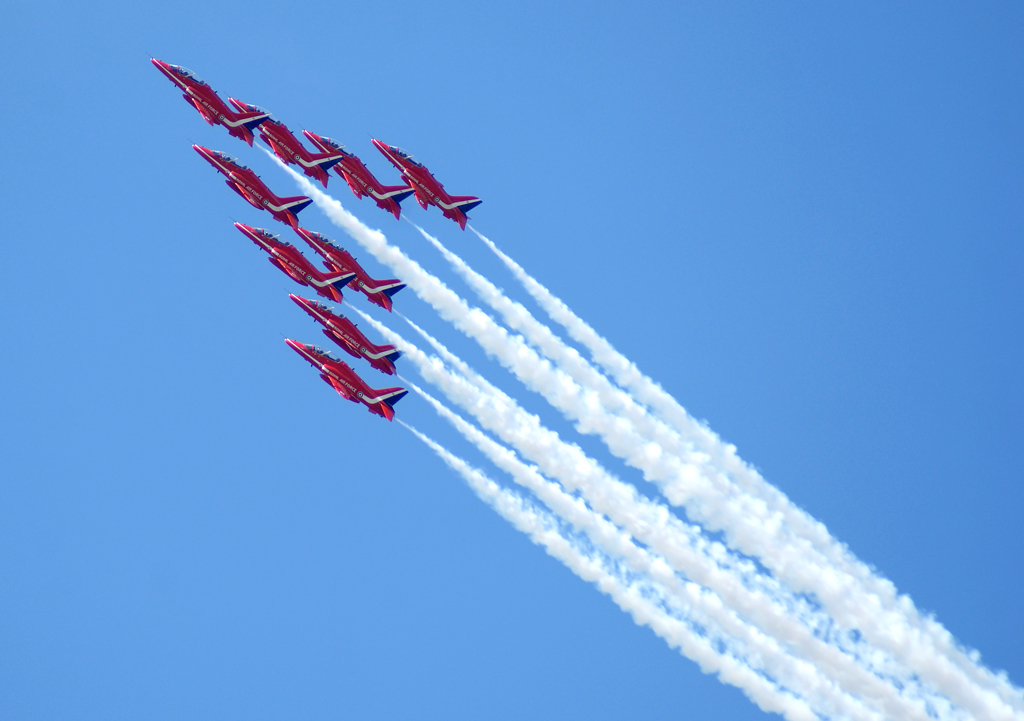
Red Arrows (2009)

## Piloti
Dal 1966, i piloti volontari delle Red Arrows dovevano aver superato i test su aerei militari come Tornado, Harrier o Jaguar, aver accumulato più di 1.500 ore di volo e le loro abilità devono essere valutate sopra la media. Le Red Arrows non hanno piloti di riserva e quindi se un pilota non è in grado di volare la pattuglia si esibirà solo con otto velivoli, ma se invece è il leader della formazione a non essere in grado di volare, la pattuglia non prenderà parte alla manifestazione.

## Livrea

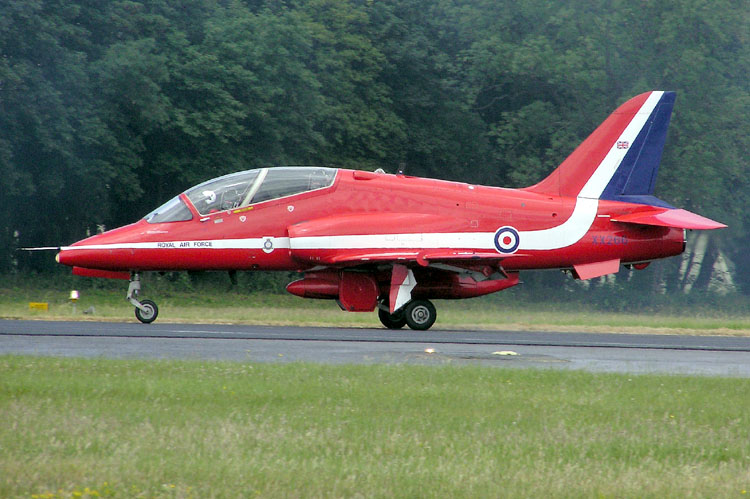
livrea applicata sull'Hawk fino al 2015

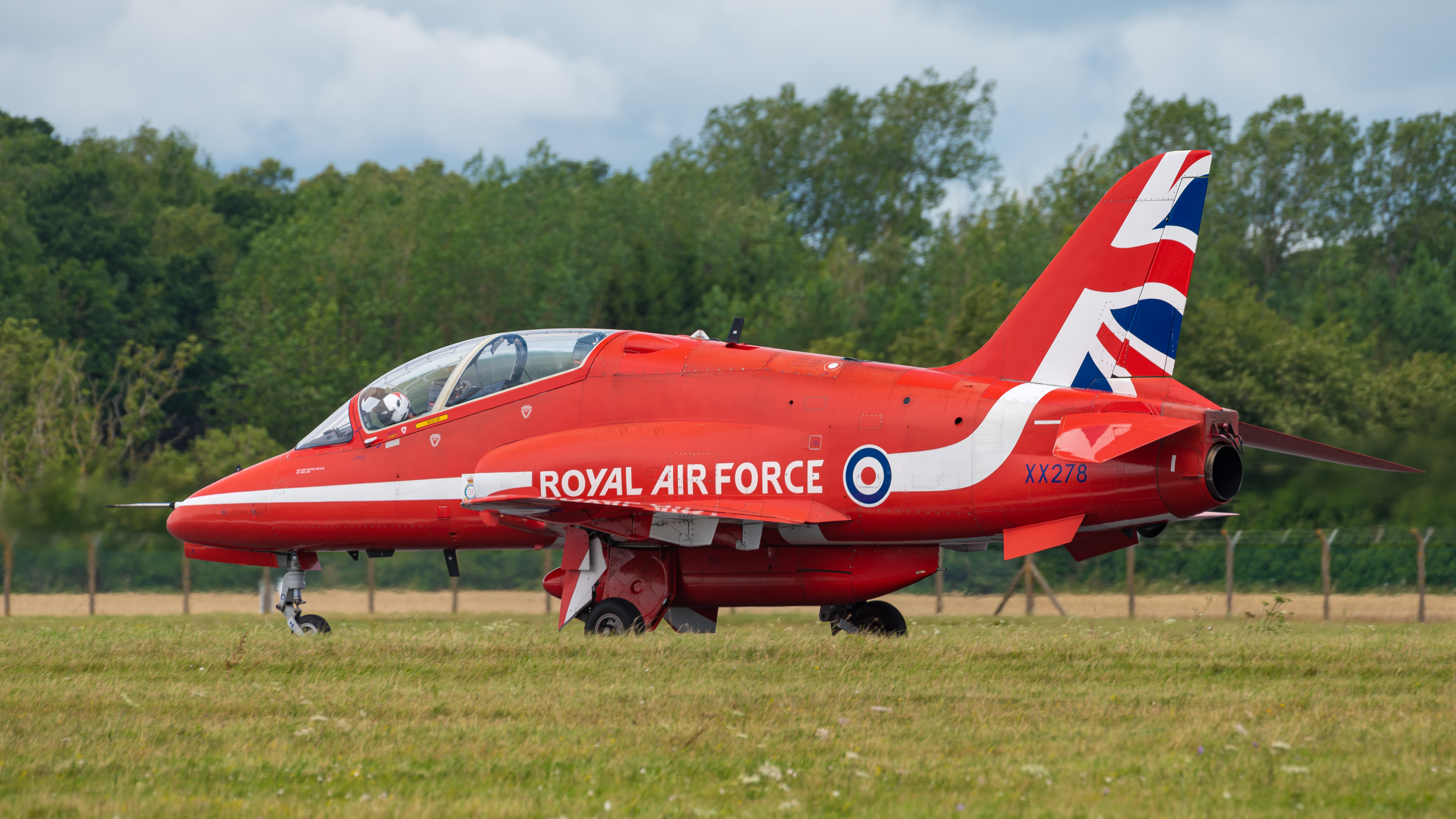
Livrea applicata sull'Hawk dopo il 2015

La livrea delle red arrows è rimasta pressoché invariata nel tempo, adattata alle forme prima dello Gnat e poi dell'HAWK. La livrea è prevalentemente rossa, con una sottile fascia bianca che correva dal muso alle prese d'aria sullo Gnat, mentre arriva alla deriva sul più moderno Hawk. L'impennaggio è tricolore sullo Gnat, stessa livrea inizialmente applicata anche sull'Hawk, dove la fascia bianca della fusoliera confluiva nella fascia bianca del tricolore. Dal 2015 la livrea è leggermente diversa, in quanto la parte blu del tricolore ora è sostituita da una parte della Union Jack.
Sull'hawk, inoltre, la fascia bianca è interrotta a metà fusoliera dalla scritta "ROYAL AIR FORCE" seguita dalla coccarda dell'Aeronautica Militare Britannica.

La parte inferiore della fusoliera è totalmente rossa sullo Gnat, mentre l'Hawk presenta dei dettagli bianchi a "freccia"

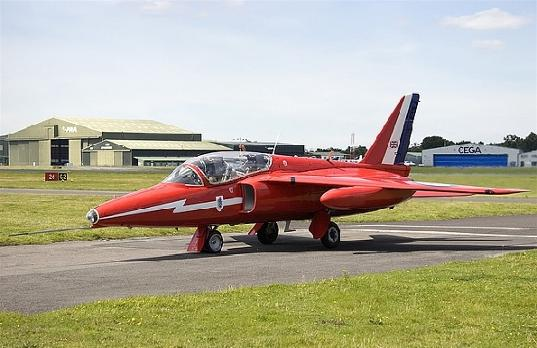
Folland Gnat delle Red Arrows

## Fumo
Le strisce di fumo che la pattuglia usa nelle manifestazioni vengono create rilasciando del diesel nello scarico, che vaporizzandosi nel flusso caldo e ricondensando immediatamente contribuisce appunto alla formazione delle scie bianche. Per creare le strisce colorate viene rilasciato anche del colorante blu o rosso a seconda delle richieste. In totale ogni aereo ha un'autonomia di fumo di sette minuti, cinque minuti di fumo bianco, un minuto di fumo rosso e uno di fumo blu.

## Incidenti
| Grado              | Pilota                    | Velivolo   | Matricola | Posizione | Circostanza                   | Conseguenza       | Luogo                 | Data             |
| ------------------ | ------------------------- | ---------- | --------- | --------- | ----------------------------- | ----------------- | --------------------- | ---------------- |
| Capitano           | Jerry Bowler              | Gnat T1    | XR573     |           | Addestramento                 | Deceduto          | Kemble                | 26 marzo 1969    |
| Maggiore           | Richard "Dickie" Duckett  | Gnat T1    | XR992     |           | Addestramento                 | Ferite lievi      | Chelworth             | 16 dicembre 1969 |
| Capitano           | Jack Rust                 | Gnat T1    | XR995     |           | Addestramento                 | Ferite lievi      | Kemble                | 16 dicembre 1969 |
| Maggiore           | Dennis Hazell             | Gnat T1    | XR994     | Red 1     | Addestramento                 | Ferite lievi      | Kemble                | 12 novembre 1970 |
| Capitano           | Euan Perreaux             | Gnat T1    | XR986     | Red 6     | Addestramento                 | Deceduto          | Kemble                | 20 gennaio 1971  |
| Capitano           | John Lewis                | Gnat T1    | XR986     | Red 6     | Addestramento                 | Deceduto          | Kemble                | 20 gennaio 1971  |
| Capitano           | John Haddock              | Gnat T1    | XR545     | Red 7     | Addestramento                 | Deceduto          | Kemble                | 20 gennaio 1971  |
| Capitano           | Colin Armstrong           | Gnat T1    | XR545     | Red 7     | Addestramento                 | Deceduto          | Kemble                | 20 gennaio 1971  |
| Capitano           | Clement Longdon           | Gnat T1    | XR567     |           | Addestramento                 | Deceduto          | Upper Heyford         | 13 dicembre 1971 |
| Capitano           | Richard Michael Storr     | Gnat T1    | XR567     |           | Addestramento                 | Deceduto          | Upper Heyford         | 13 dicembre 1971 |
| Caporale tecnico   | Ginger Whelan             | Gnat T1    | XR987     |           | Volo di collaudo              | Incolume          | Kemble                | giugno 1976      |
| Capitano           | Stephen Edward Noble      | Gnat T1    | XR981     | Red 4     | Addestramento                 | Deceduto          | Kemble                | 3 marzo 1978     |
| Tenente colonnello | Dennis George Hazell      | Gnat T1    | XR981     | Red 4     | Addestramento                 | Deceduto          | Kemble                | 3 marzo 1978     |
| Tenente colonnello | Ernie Jones               | Gnat T1    | XP539     |           | Trasferimento                 | Incolume          | Leeming               | 22 maggio 1979   |
| Maggiore           | Steven R.Johnson          | Hawk T.1   | XX262     | Red 7     | Manifestazione aerea          | Incolume          | Brighton              | 17 maggio 1980   |
| Capitano           | Chris Hurst               | Hawk T.1   | XX251     | Red 7     | Addestramento                 | Ferito            | Akrotiri (Cipro)      | 21 Marzo 1984    |
| Capitano           | Peter D.Lees              | Hawk T.1   | XX257     | Red 8     | Manifestazione Aerea          | Incolume          | Sidmouth              | 31 agosto 1984   |
| Capitano           | Dan Findlay               | Hawk T.1   | XX297     | Red 7     | Manifestazione Aerea          | Incolume          | Scampton              | 3 novembre 1986  |
| Maggiore           | Tim Miller                | Hawk T.1   | XX241     | Red 2     | Addestramento                 | Incolume          | Welton (Lincolnshire) | 16 novembre 1987 |
| Capitano           | M.J. "Spike" Newbury      | Hawk T.1   | XX259     | Red 1     | Addestramento                 | Ferito            | Welton (Lincolnshire) | 16 novembre 1987 |
| Capitano           | Neil "Clachy" MacClachlan | Hawk T.1   | XX243     | Red 8     | Addestramento                 | Deceduto          | Scampton              | 22 Gennaio 1988  |
| Maggiore           | Pete J.Collins            | Hawk T.1   | XX304     | Red 4     |                               | Incolume          | Scampton              | 24 giugno 1988   |
| Capitano           | Neil Duncan MacLachlan    | Hawk T.1   | XX243     | Red 8     | Addestramento                 | Deceduto          | Scampton              | 22 gennaio 1998  |
| Capitano           | R.Edwards                 | Hawk T.1   | XX252     | Red 2     | Addestramento                 | Incolume          | Scampton              | 17 ottobre 1998  |
| Tenente colonnello | David Wigglesworth        | Hawk T.1   | XX320     | Red 11    | Trasferimento                 | Incolume          | Cranwell              | 20 agosto 2008   |
| Capo Tecnico       | Dan Platts                | Hawk T.1   | XX320     | Red 11    | Trasferimento                 | Ferito gravemente | Cranwell              | 20 agosto 2008   |
| Capitano           | Mike Ling                 | Hawk T.1   | XX233     | Red 6     | Addestramento                 | Ferite lievi      | Kasteli (Grecia)      | 23 marzo 2010    |
| Capitano           | John Egging               | Hawk T.1   | XX179     | Red 4     | Manifestazione aerea          | Deceduto          | Bournemouth           | 20 agosto 2011   |
| Capitano           | Sean Cunningham           | Hawk T.1   | XX177     | Red 5     | Eiezione involontaria a terra | Deceduto          | Scampton              | 8 novembre 2011  |
| Capitano           | David Stark               | Hawk T.1A1 | XX204     | Red 3     | Addestramento                 | Ferito            | Valley                | 23 marzo 2018    |
| Caporale tecnico   | Jonathan Bayliss          | Hawk T.1A1 | XX204     | Red 3     | Addestramento                 | Deceduto          | Valley                | 23 marzo 2018    |
| Capo Tecnico       | Gregor Ogston             | Hawk T.1A1 | XX278.    | Red 6     | Manifestazione aerea          | Incolume          | Rhyl                  | 28 agosto 2022   |